# Bodianus diplotaenia

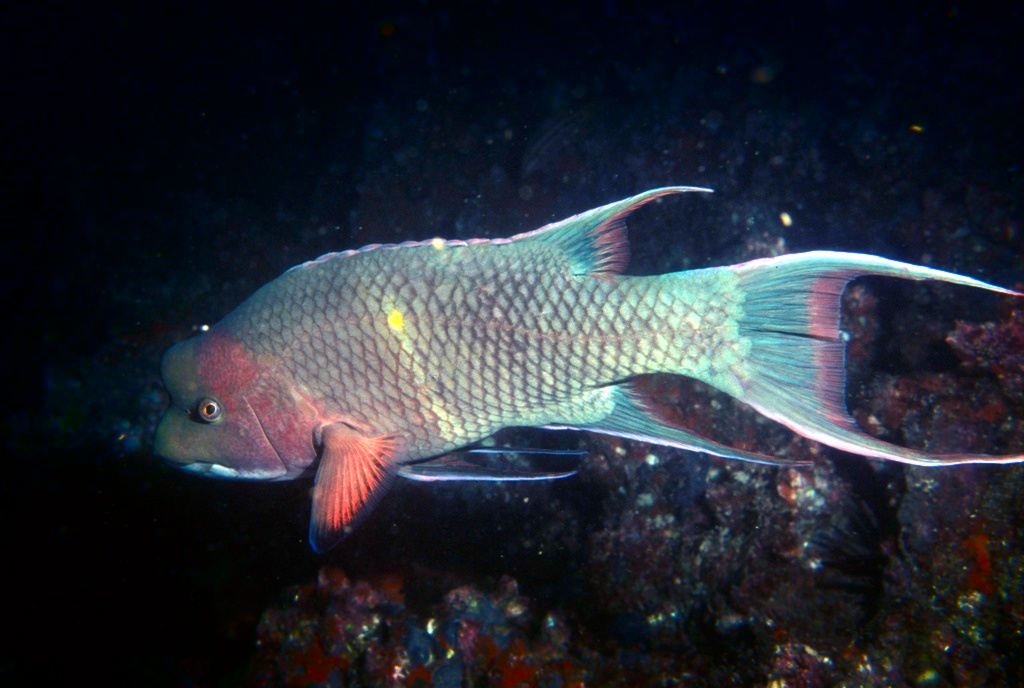
Maschio adulto

Bodianus diplotaenia (Gill, 1862) è un pesce di acqua salata appartenente alla famiglia Labridae.

## Distribuzione e habitat
Proviene dalle barriere coralline dell'oceano Pacifico orientale; si trova lungo le coste del Cile, dalle Isole Galapagos, Golfo di California e Isola Guadalupe. Si trova nelle zone ricche di coralli, di solito in zone con substrato roccioso. Non è raro comunque nelle zone ricche di vegetazione acquatica, a volte anche negli estuari dei fiumi, ed è comune in tutto il suo areale. Vive in profondità che variano dai 5 ai 76 m, anche se di solito resta più in superficie.

## Descrizione
Presenta un corpo compresso lateralmente, allungato ma non molto alto. Nei giovani la testa ha una forma appuntita, con denti sporgenti ed appuntiti. La livrea cambia molto durante la vita del pesce: i giovani e le femmine sono marroni-rossicci con la gola bianca, ed il loro corpo è attraversato da fasce nere orizzontali che partono dal muso e terminano sul peduncolo caudale. Gli occhi sono rossi, mentre la pinna caudale, che ha i raggi esterni più allungati, è gialla, come così la parte finale della pinna dorsale e quella della pinna anale, che è appuntita a differenza del resto delle pinne.
I maschi adulti, invece, sono quasi completamente neri o blu scuri, a parte un'eventuale fascia verticale più chiara a metà del corpo, e presentano delle pinne estremamente allungate, che sembrano quasi terminare con dei filamenti. Gli esemplari più grossi sviluppano una gobba più o meno evidente sulla fronte.
La lunghezza media è intorno ai 45 cm, ma può raggiungere i 76 cm e pesare fino a 9 kg.

## Biologia

### Comportamento
È prevalentemente solitario; raramente si incontra in piccoli gruppi. Si nasconde negli anfratti rocciosi per dormire.

### Alimentazione
Ha una dieta molto varia, prevalentemente carnivora che consiste sia in pesci ossei più piccoli che in invertebrati acquatici come molluschi, sia bivalvi che gasteropodi, echinodermi sia ricci di mare (Eucidaris thouarsii) che stelle marine, crostacei, soprattutto granchi, e vermi, di solito policheti.

### Riproduzione
È un pesce oviparo e la fecondazione è esterna. È ermafrodita, e gli esemplari più grandi sono maschi. Questi ultimi nel periodo riproduttivo formano dei territori detti lek. Non ci sono cure verso le uova da parte dei genitori dopo la deposizione.

## Conservazione
Questa specie è classificata come "a rischio minimo" (LC) dalla lista rossa IUCN perché a parte l'occasionale raccolta degli esemplari più giovani per l'acquariofilia non sono presenti particolari minacce.